# Центр міжнародного екологічного права
Центр міжнародного екологічного права (англ. Center for International Environmental Law, CIEL) — громадська некомерційна екологічна юридична фірма, розташована в Женеві, Швейцарія, з офісом у Вашингтоні, округ Колумбія, США. Заснована в 1989 році. Команда CIEL прагне «зміцнювати та використовувати міжнародне право для захисту навколишнього середовища, зміцнення здоров'я людей і створення екологічно чистого суспільства». Центр допомагає організаціям, корпораціям та громадськості вивчати екологічні проблеми та проводять власні дослідження. Президенткою і генеральною директоркою CIEL з вересня 2010 року є Керролл Маффетт. CIEL також пропонує програми стажування, екстернатури та стипендій.

## Питання
Роботу CIEL можна розділити на три програми: клімат і енергія; гігієна навколишнього середовища; і люди, земля та ресурси. Дії щодо захисту навколишнього середовища та прав людини включають «співпрацю з метою вдосконалення політики безпеки, розширення доступу до інформації через Систему раннього попередження та підтримку громадсько-пропагандистської діяльності та скарг на механізми підзвітності багатосторонніх банків». Сфери інтересів включають біорізноманіття, хімічні речовини, зміну клімату, права людини, екологічні права, міжнародні фінансові установи, право та громади, пластик, а також торгівлю та сталий розвиток.

### Дослідження
CIEL опублікував кілька звітів про дослідження та статей. Smoke and Fumes (2017) досліджує зусилля нафтової та газової промисловості щодо фінансування науки та пропаганди заперечення клімату, і згадується в судових процесах щодо клімату проти вуглецевих компаній. Пластик і здоров'я (2019) і Пластик і клімат (2019) були представлені в публікаціях, які намагаються пояснити вплив пластикової кризи на здоров'я, клімат і навколишнє середовище. У 2020 році Pandemic Crisis, Systemic Decline вивчав спроби нафтової, газової та нафтохімічної промисловості використати пандемію COVID-19 для власної вигоди. У 2022 році було опубліковано Pushing Back, звіт про розвиток нафтохімічної галузі та що це означає для громад.